# Теменица
Те́меница (бел. Це́меніца, Цяменіца) — озеро в Лепельском районе Витебской области Белоруссии. Относится к бассейну реки Дива.

## Общие сведения
Озеро Теменица располагается в 30 км к северо-востоку от города Лепель. На западном берегу находится деревня Суша, на восточном — Двор-Суша. Высота водного зеркала над уровнем моря составляет 129,7 м.
Водоём соединяется протоками с озёрами Липно и Островки, расположенными соответственно севернее и южнее.
Площадь поверхности Теменицы составляет 1,07 км², длина — 2,21 км, наибольшая ширина — 0,87 км. Длина береговой линии — 6,2 км. Наибольшая глубина — 20,2 м, средняя — 8,8 м. Объём воды в озере — 9,46 млн м³. Площадь водосбора — 105,4 км².

## Описание
Котловина подпрудного типа, вытянутая с севера на юг. Высота северного и западного склонов — 11—15 м, южного и восточного — 6—9 м. Вдоль западного и восточного берегов проходит терраса высотой до 2 м.
Береговая линия сравнительно ровная. Берега высокие, песчаные, поросшие кустарником и редколесьем. Южный берег низкий.
Подводная часть котловины сложной формы; глубокие участки чередуются с отмелями. Глубины до 2 м занимают 13 % площади озера. Мелководье до глубины 4 м песчаное. Сублитораль сложена заиленным песком. Основная часть дна выстлана кремнезёмистым сапропелем. Присутствует небольшой остров.
Отложения сапропеля занимают 70 площади дна. Средняя мощность отложений — 2 м, общий объём — 1,5 млн м³. Натуральная влажность сапропеля составляет 84 %, зольность — 68-77 %, водородный показатель — 6,9—7,3. Содержание в сухом остатке: азота — 1,2 %, окислов кальция — 3,2—6,7 %, калия — 2 %, фосфора — 0,4 %.
Минерализация воды достигает 260 мг/л, прозрачность составляет 3,3 м. Водоём мезотрофный, слабопроточный.
Зарастание озера умеренное. Надводная и полупогруженная растительность распространяется до глубины 1,7 м, подводная — до глубины 3 м.
В воде обитают ряпушка, судак, лещ, щука, окунь, налим, густера, плотва, краснопёрка, уклейка, линь и другие виды рыб.

## Хозяйственное использование
На озере производится промысловый лов рыбы и организовано платное любительское рыболовство.
Озёрный сапропель пригоден для мелиорационных работ